# مورچه‌پیتای سینه‌رگه‌ای
مورچه‌پیتای سینه‌رگه‌ای یا مورچه‌پیتای عینکی (نام علمی: Hylopezus perspicillatus) گونه‌ای از پرندگان تیرهٔ مورچه‌پیتایان (Grallariidae) است که در کلمبیا، کاستاریکا، اکوادور، هندوراس، نیکاراگوئه و پاناما یافت می‌شود.